# دویچه ووهنن
دویچه ووهنن (انگلیسی: Deutsche Wohnen) یک شرکت املاک آلمانی است؛ که در سال ۱۹۹۸ تأسیس شد.